# Come with Us
Come With Us – album brytyjskiego zespołu The Chemical Brothers wydany w 2002 roku przez wytwórnie płytowe Astralwerks oraz Virgin Records. Gościnnie wystąpili na niej Richard Ashcroft oraz Beth Orton. W utworze "The Test" wykorzystano jako sampel fragment utworu "Pielgrzym" Czesława Niemena.

## Lista utworów
1. "Come with us" – 4:57
2. "It began in afrika" – 6:16
3. "Galaxy bounce" – 3:27
4. "Star guitar" – 6:27
5. "Hoops" – 6:31
6. "My elastic eye" – 3:41
7. "The state we're in" – 6:26
8. "Denmark" – 5:07
9. "Pioneer skies" – 4:04
10. "The test" – 7:46

## Wydane single
- "It Began in Afrika" (w 2001 roku)
- "Star Guitar" (2002)
- "Come With Us"/"The Test" (2002)